# Ahmose Meritamun II.
Ahmose Meritamun II., auch Ahmes-Merit-Amun, Meryet-Amūn (H. E. Winlock) oder nur Meritamun, war in der 18. Dynastie altägyptische Königin und Schwestergemahlin des Königs (Pharaos) Amenophis I.

## Biografie
Über die Tochter von König Ahmose I. und dessen „Großer königlichen Gemahlin“ Ahmose Nefertari ist wenig bekannt. Von ihrer Mutter erbte sie den Titel der „Gottesgemahlin des Amun“. Ihre weiteren Titel waren unter anderem „Königstochter“ (S3t-nswt – Sat-nisut), „Schwester des Königs“ (Snt-nswt – Senet-nisut), „Herrin der beiden Länder“ (Nbt-t3wj – Nebet-taui) und „Gottesgemahlin“ (Ḥmt-ntr – Hemet-netjer).
Ahmose Meritamun starb sehr jung und so nahm ihre Mutter Ahmose Nefertari nach deren Tod wieder die Position der „Königlichen Gemahlin“ an der Seite ihres Sohnes Amenophis I. ein. Die Ehe von Ahmose Meritamun und ihrem Bruder Amenophis I. war kinderlos geblieben und Amenophis I. heiratete anscheinend nach ihrem Tod nicht wieder.

## Mumie, Grab und Särge
Die Mumie der Ahmose Meritamun wurde 1930 in Deir el-Bahari im Grab TT358 von Herbert E. Winlock entdeckt. Ihre Mumie wurde in zwei Zedernholzsärgen und einer Kartonagehülle gefunden. Ihre Mumie war von Priestern, die ihr von Räubern zerstörtes Grab gefunden hatten, neu eingewickelt und bestattet worden. Der äußere Sarg (JE 53140) ist mehr als 10 Fuß groß und besteht aus Zedernholzbrettern, die miteinander verbunden und in einer einheitlichen Dicke über den gesamten Sarg geschnitzt sind. Die Augen und Augenbrauen sind mit Glas eingelegt. Der Körper ist sorgfältig geschnitzt und mit blauen Chevrons bemalt, um die Illusion von Federn zu erzeugen. Der Sarg war mit Gold überzogen, das in der Antike entfernt (geraubt) worden war. Der anthropoide, aus Zedernholz gearbeitete Sarg ähnelt in seiner Ausarbeitung sehr dem ihrer Mutter Ahmose Nefertari, der ebenfalls mit Federmuster (rischi) versehen worden war. Der innere Sarg war kleiner, aber immer noch über 2 m hoch. Der innere Sarg war ebenfalls mit Gold bedeckt, aber ebenfalls von diesem Edelmetall beraubt. Die Mumie war während der Herrschaft von Pinedjem I. sorgfältig neu eingewickelt worden. Inschriften belegen, dass das für die Umbettung verwendete Leinen im Jahr 18 von Pinedjem vom Hohepriester des Amun Masaharta, dem Sohn von Pinedjem I., hergestellt wurde. Die Umbettung fand im Jahr 19, Monat 3 des Winters, Tag 28, statt. 

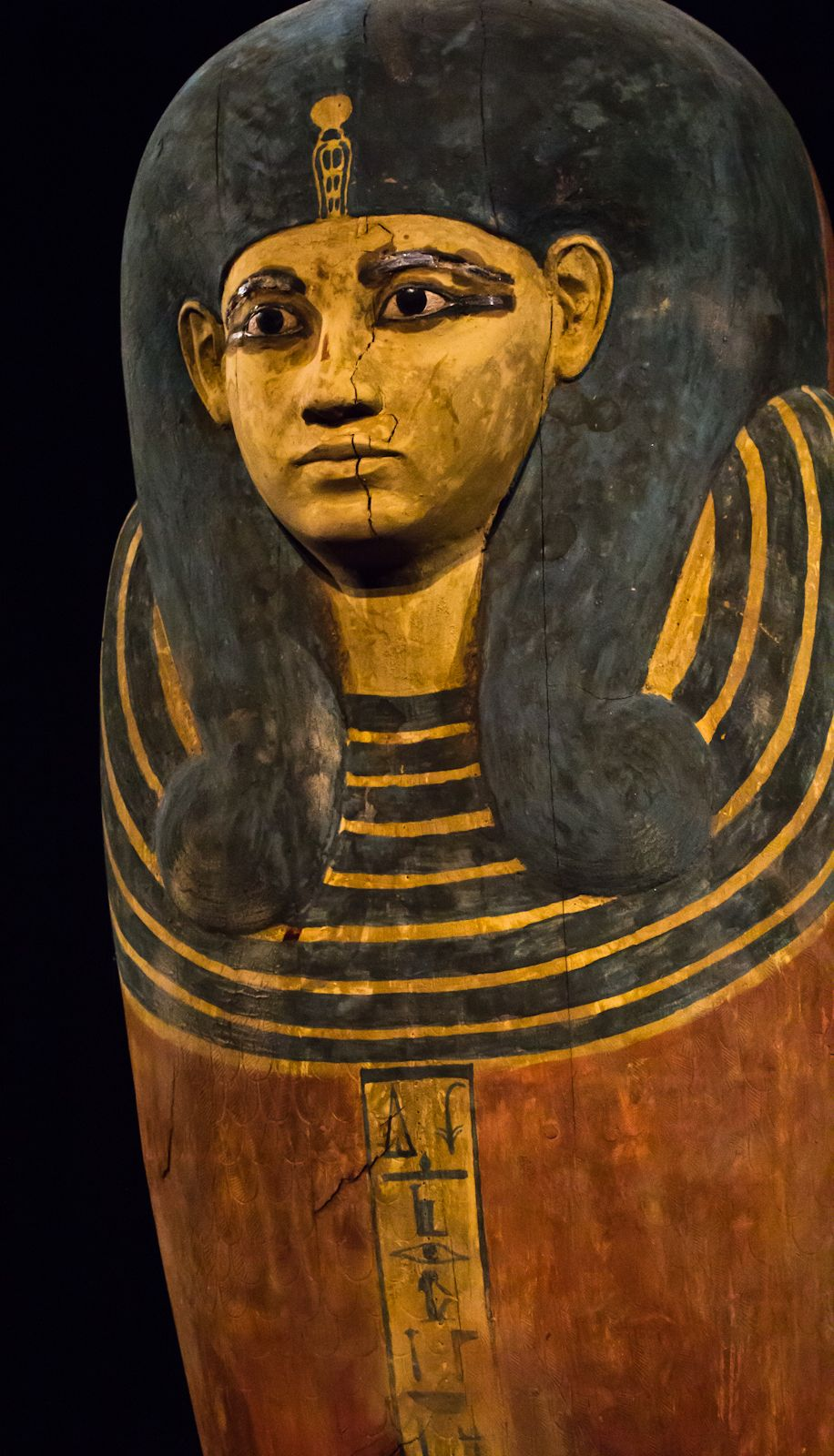
Der innere Sarg von Ahmose-Meritamun im Kairo Museum (JE 53141)
Reis Gilan neben dem 3,13 m langen Sarg von Meryet-Amūn  (Meritamun).

## Computertomographie der Mumie
Untersuchungen der Mumie ergaben, dass Königin Ahmose Meritamun trotz des jungen Alters an Arthritis litt und eine verkrümmte Wirbelsäule hatte.
Im Rahmen des sogenannten „Horus-Projekts“ war die Mumie der Ahmose Meritamun eine von insgesamt 52 Mumien, die mittels Computertomographie gescannt wurden. Dabei wurde festgestellt, dass sie, wie 44 weitere untersuchte Mumien, außerdem unter starker Arteriosklerose litt. Dem Ergebnis zufolge war kaum eine Ader auffindbar, die keine Verkalkung aufwies. Da die heute dafür angesehenen Risiken wie Rauchen, wenig Bewegung und cholesterinreiche Ernährung auszuschließen seien, werden für diese Erkrankung genetische Vorbelastungen oder parasitär bedingte Umstände angenommen. Die Untersuchung ergab zudem ein Sterbealter von etwa 40 Jahren.

## Kunst und Artefakte
Im British Museum in London befindet sich der obere fragmentarische Teil der Kolossalbüste der Königin Ahmose Meritamun II., die eine Hathor-Perücke trägt. Die untere Hälfte der Skulptur befindet sich noch am achten Pylon des Tempels von Karnak.
In der PharaonenGold Ausstellung im UNESCO-Weltkulturerbe Völklinger Hütte (2019/2020) wurden aus dem ehemaligen Besitz von Ahmose Meritamun II. zwei geflochtene Körbe samt den erhalten gebliebenen Inhalten gezeigt. Darunter Gefäße mit Resten von Salben und Parfümflaschen aus Ton, darunter ein noch komplett verschlossenes Gefäß, das noch Reste des originalen Parfüms enthält. Unter dutzenden anderen Gegenständen gibt es einem elfenbeinernen Papyrusglätter mit den geschnitzten Kartuschen von König Ahmose und seiner Gemahlin Ahmose Nefertari auf der Vorderseite, während die Rückseite die Namen des Königs Amenophis I. und die seiner Schwestergemahlin Ahmose Meritamuns trägt.

## Neuere Geschichte
Im April 2021 wurde ihre Mumie zusammen mit den Mumien von drei anderen Königinnen und 18 Königen im Rahmen der Goldenen Parade der Pharaonen aus dem Ägyptischen Museum in das Nationalmuseum der ägyptischen Zivilisation gebracht.